# Универзитет у Инзбруку
Универзитет у Инзбруку је државни универзитет у Инзбруку, главном граду аустријске савезне државе Тирол, основан 15. октобра 1669. године. Трећи је универзитет у Аустрији по величини, после Универзитета у Бечу и Универзитета у Грацу.